# Cerkvi miru
Cerkvi miru  (poljsko Kościoły Pokoju, nemško Friedenskirchen) v Jaworju (nemško Jauer) in Świdnici (nemško Schweidnitz) v Šleziji sta dobili ime po Vestfalskem miru, sklenjenem leta 1648, s katerim se je končala tridesetletna vojna.
Sporazum je dovoljeval luterancem v Šleziji, da izven mestnih obzidij zgradijo tri cerkve iz lesa, ilovice in slame in brez zvonika in cerkvenih zvonov. Čas gradnje je bil omejen na eno leto. Tretja cerkev je bila zgrajena v Głogówu (nemško Glogau), vendar je bila leta 1758 požgana.
Cerkvi v Jaworju in Świdnici sta od leta 2001 na Unescovem seznamu svetovne dediščine.

## Zgodovina
Cerkve v Jaworju, Świdnici in Głogówu so zaradi pionirskih gradbenih in arhitekturnih rešitev kljub fizičnim in političnim omejitvam postale največje lesene verske zgradbe v Evropi.
Cerkev v Jaworju, posvečena Svetemu Duhu, je dolga 43,5 metra, široka 14 metrov in visoka 15,7 metra in lahko sprejme 5500 obiskovalcev. Gradil jo je arhitekt Albrecht von Saebisch (1610–1688) iz Vroclava (takrat nemški Breslau) in jo dokončal leta 1655. 200 slik v notranjosti cerkve je naslikal Georg Flegel v letih 1671–1681. Oltar iz leta 1672 je delo Martina Schneiderja. Prvotne orgle J. Hoferichterja iz Legnice (takrat nemškega Liegnitza), postavljene leta 1664, je v letih 1855–1856 z novimi nadomestil Adolf Alexander Lummert. 
Jawor je bil takrat že približno stoletje del večinsko protestantske Kraljevine Prusije. Mesto je šele stoletje kasneje, leta 1945, po Potsdmskem sporazumu ponovno pripadlo Poljski. Večina protestantskih cerkva v nemških provincah, ki jih je leta 1945 prevzela Poljska, je postala katoliška, obe Cerkvi miru pa še vedno služita svojim luteranskim župnijam. Podobna cerkev, postavljena v Głogówu (takrat nemškem Glogau), je zgorela leta 1758. Cerkev v  Świdnici, posvečena Sveti Trojici, in tista na Jaworju sta preživeli. Obe sta bili s poljsko-nemškim sodelovanjem obnovljeni in leta 2001 uvrščeni na Unescov seznam svetovne dediščine.
- Cerkve miru okoli leta 1750
- Glogau (Głogów)
- Jauer (Jawor)
- Schweidnitz (Świdnica)

## Galerija

### Świdnica
- Glavni oltar

### Jawor
- Orgle
- Glavni oltar